# Organisation scientifique et technique du vol à voile
Organisation scientifique et technique du vol à voile (Międzynarodowa Organizacja Naukowo-Techniczna Szybownictwa) – organizacja stowarzyszona z Komisją Szybowcową FAI (IGC). Głównym celem OSTIV jest zajmowanie się zagadnieniami naukowo technicznymi związanymi z lotem bezsilnikowym statków powietrznych.

## Historia
W 1930 r. utworzono pierwszą międzynarodową organizację szybowcową ISTUS (Internationale Studienkommission für den motorlosen Flug – Międzynarodowa Komisja Lotu Bezsilnikowego), której celem było wspieranie rozwoju lotnictwa pod względem naukowym i technicznym poprzez „wymianę doświadczeń i przyjazną współpracę między specjalistami i pilotami wszystkich narodów”.
Po II wojnie światowej kontynuowano tę działalność poprzez utworzenie 27 lipca 1948 r. w Samedan Organisation scientifique et technique du vol à voile. W skład OSTIV wchodzą sekcje: meteorologiczna, rozwoju szybowców oraz szkoleniowa i bezpieczeństwa. Polska przystąpiła do OSTIV w 1958 roku.
OSTIV organizuje kongresy odbywające się z okazji szybowcowych mistrzostw świata ponadto organizuje kursy specjalistyczne. Z jej inicjatywy wprowadzono w sporcie szybowcowym klasy sportowe szybowców w tym klasę standard, klasę club.
Członkiem OSTIV z ramienia Polski jest Aeroklub Polski.
Organizacja wydaje czasopismo naukowe „Technical Soaring”.